# Plaque de Nazca
Pour les articles homonymes, voir Nazca.
La plaque de Nazca est une plaque tectonique de la lithosphère de la planète Terre. Sa superficie est de 0,396 69 stéradians. On y associe généralement les plaques de l'île de Pâques, des Galápagos et de Juan Fernandez. La plaque de Nazca tire son nom de la province péruvienne de Nazca.
Elle couvre une partie de l'est de l'océan Pacifique y compris les îles Galápagos et l'île de Pâques. Elle ne comporte aucune partie continentale et n'est donc composée que de lithosphère océanique.
La plaque de Nazca est en contact avec les plaques pacifique, de l'île de Pâques, Juan Fernández, antarctique, sud-américaine, de l'Altiplano, des Andes du Nord, de Panama, de Cocos et des Galápagos.
Ses frontières avec les autres plaques sont formées de la fosse du Pérou-Chili sur la côte pacifique de l'Amérique du Sud et des dorsales des Galápagos, du Pacifique Est et du Chili dans l'océan Pacifique.
Le déplacement de la plaque de Nazca se fait vers le nord-est à une vitesse de 7,55 centimètres par an en moyenne ou encore à une vitesse de rotation de 1,359 9° par million d'années selon un pôle eulérien situé à 55° 58′ de latitude nord et 90° 10′ de longitude ouest (référentiel : plaque pacifique).
À la triple jonction des plaques de Nazca, sud-américaine et antarctique s'est produit un grand décrochement considéré comme la cause du séisme appelé le Grand tremblement de terre du Chili de magnitude 9,5 en 1960.
La plaque de Nazca (avec les plaques des Cocos, de Juan de Fuca, Rivera, Explorer et Gorda) constitue un reliquat de la plaque Farallon qui a presque totalement disparu par subduction sous le continent américain au Jurassique.

## Sources
- (en) Peter Bird, An updated digital model of plate boundaries, vol. 4, Geochemistry Geophysics Geosystems, 14 mars 2003 (DOI 10.1029/2001GC000252, Bibcode 2003GGG.....4.1027B, lire en ligne)
- (en) « Speed of the Continental Plates : An educational, fair use website », sur hypertextbook.com